# Andrena khasania
Andrena khasania är en biart som beskrevs av Osytshnjuk 1995. Andrena khasania ingår i släktet sandbin, och familjen grävbin. Inga underarter finns listade i Catalogue of Life.